# فرناندو كابريرا
فرناندو كابريرا (بالإنجليزية: Fernando Cabrera)‏ هو سياسي أمريكي، ولد في 16 أبريل 1964 في ذا برونكس في الولايات المتحدة. حزبياً، نشط في الحزب الجمهوري والحزب الديمقراطي.

## وصلات خارجية
- الموقع الرسمي